# صنعة (ذمار)
صنعه هي إحدى قرى الجمهورية اليمنية. تتبع جغرافيا لمحافظة ذمار وإداريًا لمديرية جهران. يبلغ تعداد سكانها 2809 نسمة حسب الإحصاء الذي أجري عام 2004.